# ジョージ“ザ・アイアンライオン”
ジョージ“ザ・アイアンライオン”（George "The Iron Lion"、本名：ジョージ・ロンギニディス（George Longinidis）、1975年9月5日 - ）は、オーストラリア出身の男性キックボクサー。スタン・ザ・マンジム所属。身長177cm、体重100kg。
スタン・ザ・マンの実弟。兄のスタンより10歳若い。

## 来歴

### 幼少期
8歳のときに空手を初め、15歳で黒帯を取得。

### プロデビュー
1998年にプロデビュー。
2005年9月23日、K-1 WORLD GP 2005 in OSAKA 開幕戦のスーパーファイトで角田信朗と対戦。1Rにダウンを奪って判定勝ち。
2007年4月1日に、ISKAオリエンタル南太平洋スーパーヘビー級王座を獲得。
2009年7月24日に、WOKA世界ヘビー級王者決定戦でランバー・シッシャムボー（Ramba "M-16" Sithsiamboh）と対戦。5R判定勝ちし新王者になる。

## 戦績
| 勝敗 | 対戦相手 | 試合結果       | 大会名                            | 開催年月日    |
| ○    | 角田信朗 | 3R終了 判定3-0 | K-1 WORLD GP 2005 in OSAKA 開幕戦 | 2005年9月23日 |

## 獲得タイトル
- ISKAキックボクシング南太平洋スーパーヘビー級王座
- WOKAイギリス連邦スーパーヘビー級王座
- WOKA世界ヘビー級王座